# Kasteel Kyrenia
Het kasteel Kyrenia (Grieks: Κάστρο της Κερύνειας, Turks: Girne Kalesi) bevindt zich aan de oostkant van de stad Kyrenia, bij de oude haven, in het door de Turken bezette deel van Cyprus.
Het kasteel is in de 16e eeuw door de Republiek Venetië gebouwd. Binnen het kasteel ligt het schip van Kyrenia en is er een kapel uit de 12e eeuw.

## Afbeeldingen

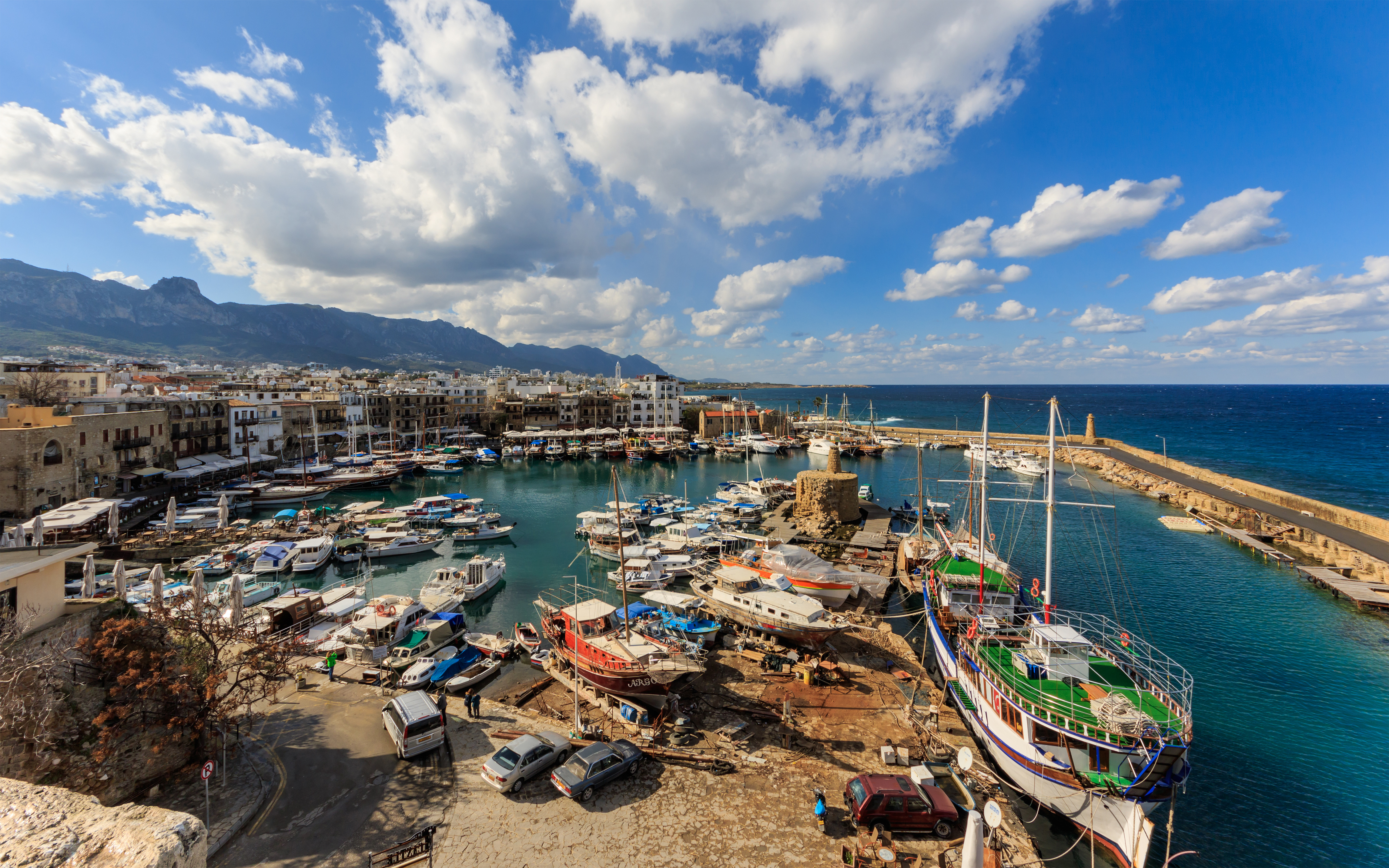
Zicht op de oude haven vanuit het kasteel
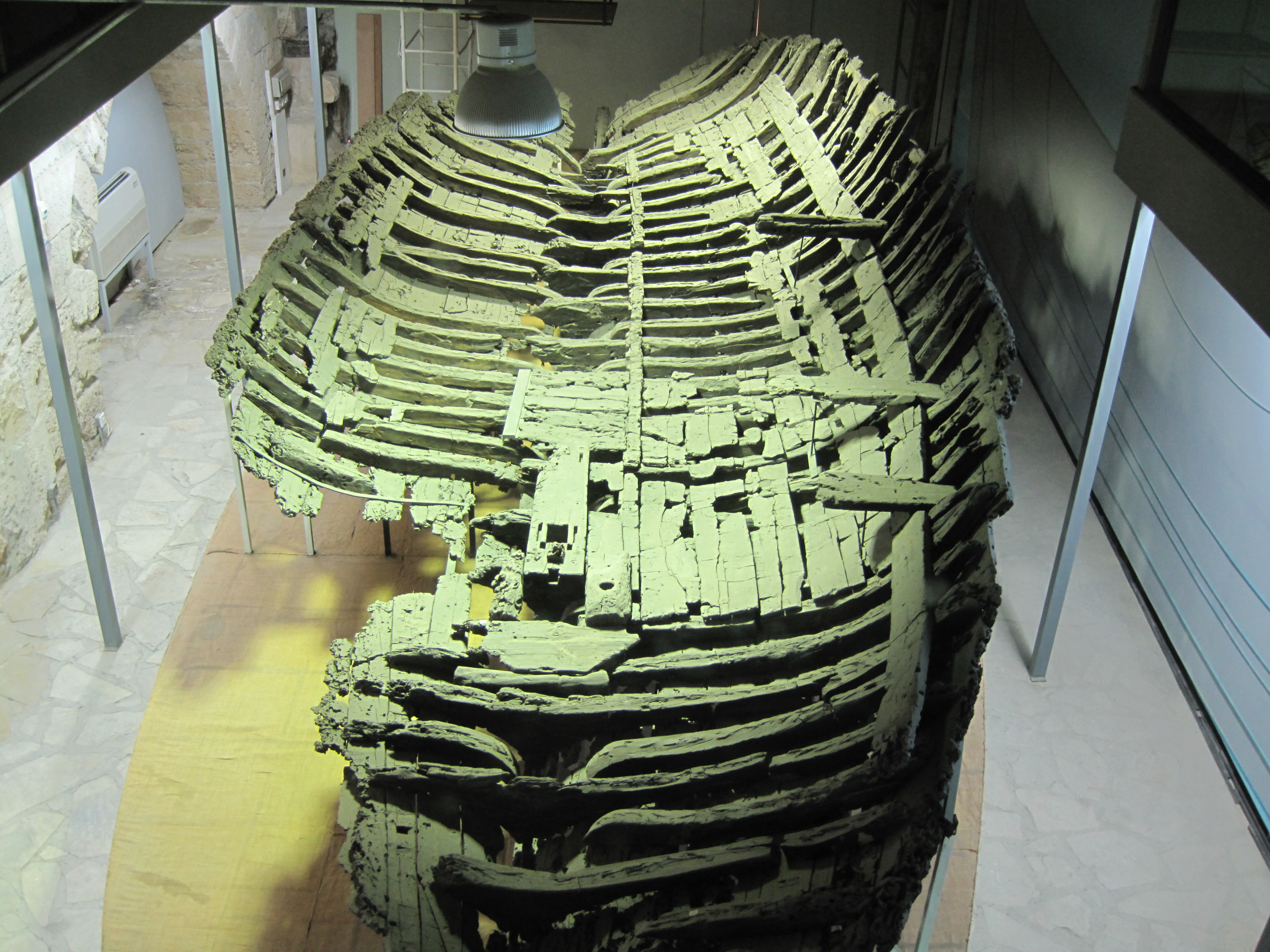
Schip van Kyrenia
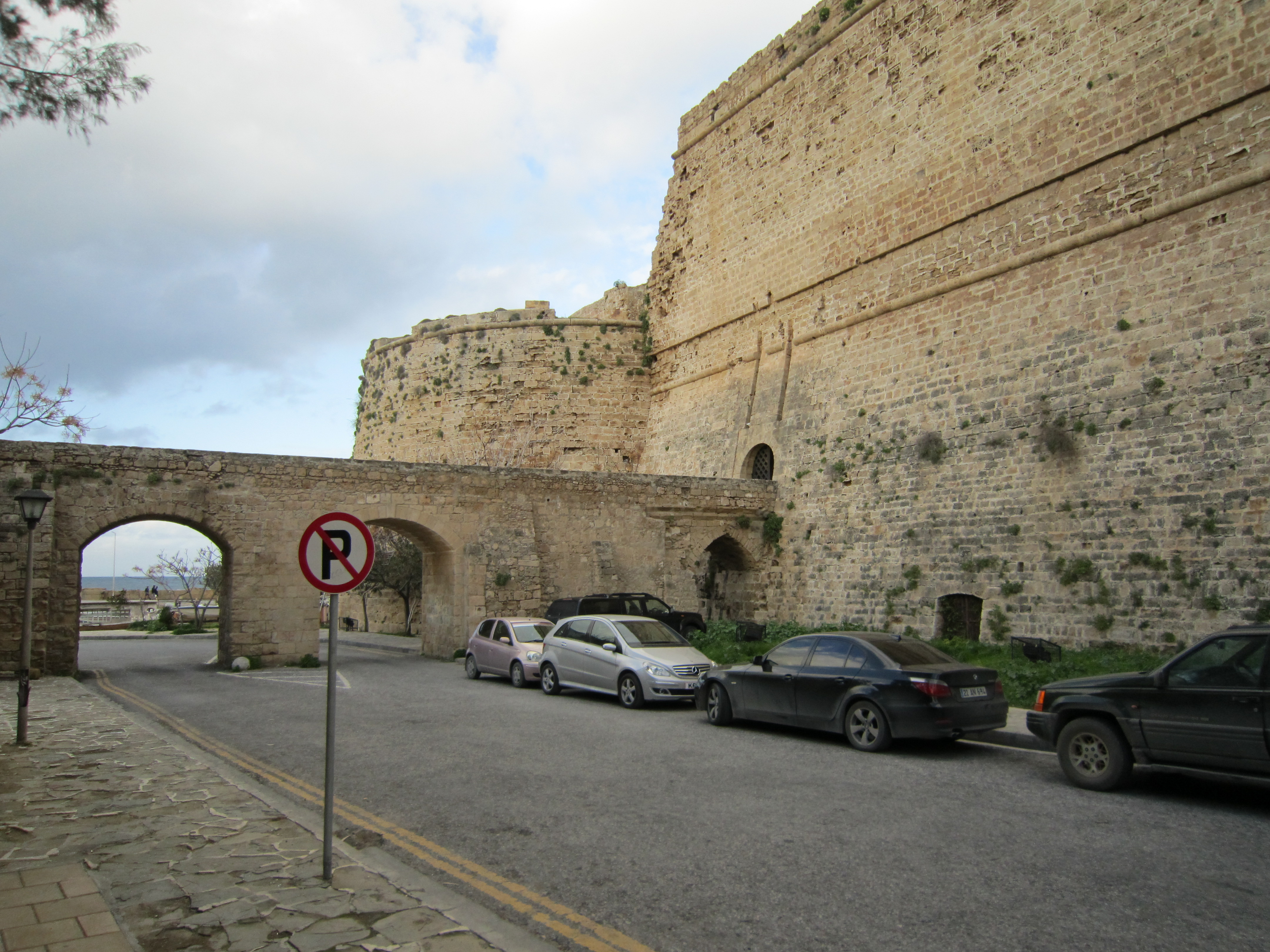
De weg naar de haven langs het kasteel
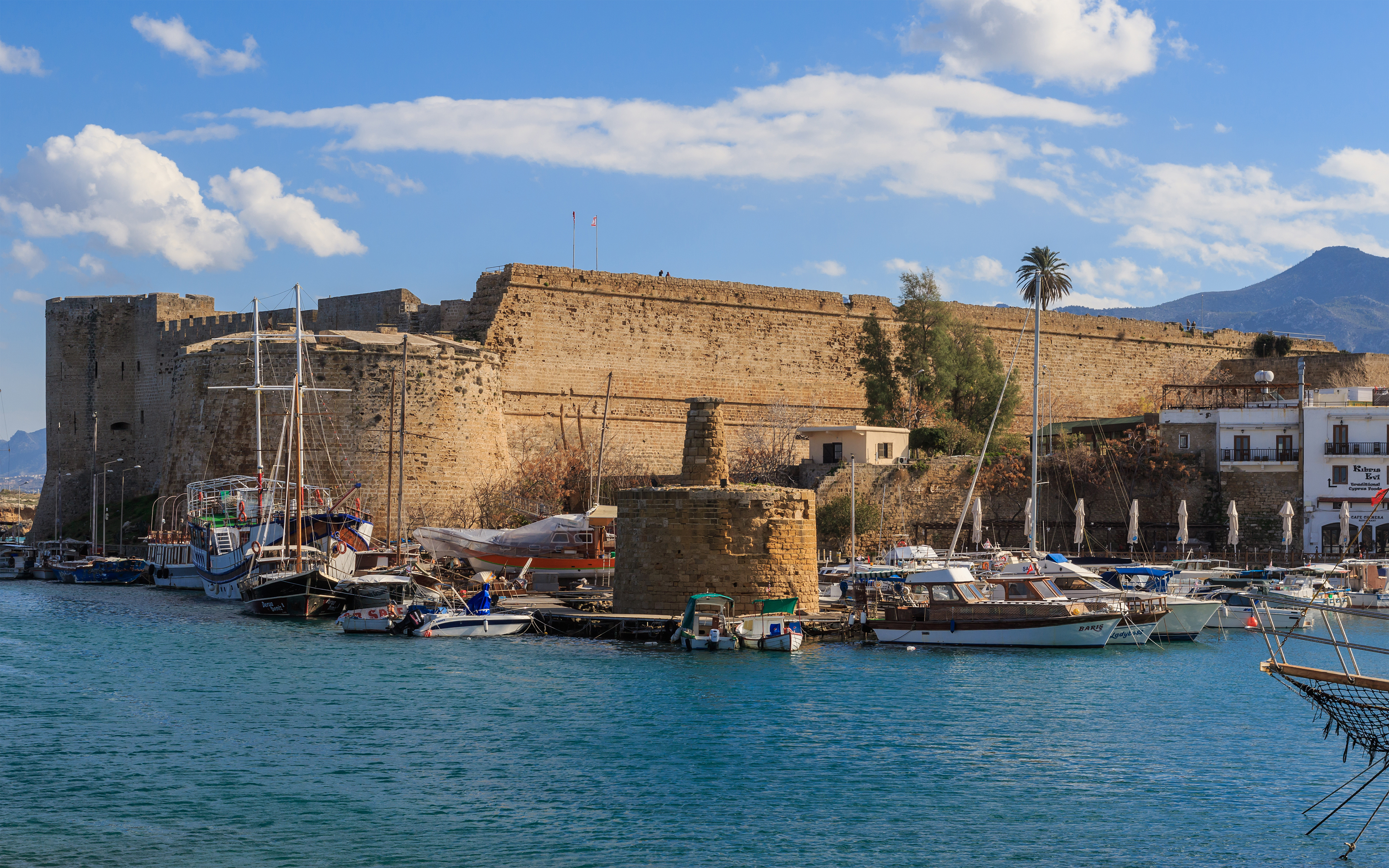
De oude haven met het kasteel